# Falster
Falster is een Deens eiland. Het is 514 km² groot en telt 43.537 inwoners, waarvan 40% in de belangrijkste stad Nykøbing Falster woont.
Op Falster ligt Gedser Odde, het zuidelijkste punt van Denemarken. Het eiland is door twee bruggen verbonden met het eiland Seeland, waarop de Deense hoofdstad Kopenhagen ligt, en door twee bruggen en een tunnel met het eiland Lolland. Van Lolland wordt het eiland gescheiden door de smalle Guldborgsund, maar deze twee eilanden vormen de facto een eenheid.
Falster behoort bestuurlijk tot de gemeente Guldborgsund, een onderdeel van de regio Seeland. Tot de bestuurlijke herindeling van 2007 telde Falster vier gemeenten, Nykøbing Falster, Nørre Alslev, Stubbekøbing en Sydfalster, die tot de toenmalige provincie Storstrøm behoorden.